# Sports en Suède
Sports en Suède è un cortometraggio muto del 1907. Il nome del regista non viene riportato nei credit.

## Produzione
Il film fu prodotto dalla Pathé Frères.

## Distribuzione
Distribuito dalla Pathé Frères, il film - un cortometraggio di 200 metri - fu fatto uscire anche negli Stati Uniti, dove venne importato e presentato il 9 novembre 1907 con il titolo inglese Swedish Sports.